# Jasenak (Obrenovac)
Jasenak es un pueblo ubicado en el municipio de Obrenovac, en Belgrado, Serbia.

## Superficie
Posee una superficie de 11,21 kilómetros cuadrados.

## Demografía
Hasta 2022 la población era de 628 habitantes, con una densidad de población de 56,0 habitantes por kilómetro cuadrado.